# Três Palmeiras
Cet article concerne la localité brésilienne. Pour le film portugais, voir Trois Palmiers.
Três Palmeiras est une municipalité brésilienne située dans l'État du Rio Grande do Sul.